# Liste des sites Ramsar à Maurice
Cet article recense les zones humides de Maurice concernées par la convention de Ramsar.

## Statistiques
La convention de Ramsar est entrée en vigueur à Maurice le 30 septembre 2001.
En janvier 2020, le pays compte 3 sites Ramsar, couvrant une superficie de 4,01 km2.

## Liste
| Site                                                           | District   | Notes | Date             | Superficie (km²) | Altitude (m) | Identifiant Ramsar | Identifiant WDPA | Coordonnées                      | Photo |
| -------------------------------------------------------------- | ---------- | ----- | ---------------- | ---------------- | ------------ | ------------------ | ---------------- | -------------------------------- | ----- |
| Sanctuaire ornithologique de l'estuaire du rivulet Terre Rouge | Port-Louis |       | 30 mai 2001      | 0,264            | 0            | 1094               | 900596           | 20° 07′ 59″ sud, 57° 28′ 59″ est |       |
| Parc marin Blue Bay                                            | Grand Port |       | 31 janvier 2008  | 3,53             | 0            | 1744               | 478002           | 20° 27′ sud, 57° 42′ est         |       |
| Zone humide de la pointe d'Esny                                | Grand Port |       | 6 septembre 2011 | 0,22             | 1            | 1988               | 555543056        | 20° 25′ 37″ sud, 57° 43′ 12″ est |       |